# Parametopella inquilina
Parametopella inquilina är en kräftdjursart som beskrevs av Watling 1976. Parametopella inquilina ingår i släktet Parametopella och familjen Stenothoidae. Inga underarter finns listade i Catalogue of Life.